# Leipzigs sexdagars
Leipzigs sexdagars var ett tyskt sexdagarslopp i bancykling som avhölls totalt fyra gånger i Leipzig.
De två första loppen hölls 1928 och 1929 under den europeiska, och speciellt tyska, uppsvingen för sexdagarslopp under 1920-talet. Loppet kom därefter att göra ett långt uppehåll. Först från 1934 då sexdagarslopp i princip förbjöds av den tyska nazistregimen som fördömde professionellt idrottande likt sexdagarsloppen och, speciellt, de "ovärdiga spektakel" som sexdagarsloppen ansågs vara. Därefter på grund av att Leipzig vid andra världskrigets slut hamnade i Östtyskland, i öststaterna kördes endast tävlingar för statsavlönade "amatörer". Loppet kom sedan, sju år efter Tysklands återförening, att kortvarigt återuppstå 1997 och 1998.

## Podieplaceringar
| År            | Vinnare                             | Tvåa                                | Trea                            |
| 1928 januari  | Costante Girardengo Antonio Negrini | Erich Junge Willy Rieger            | Oskar Tietz Jules Van Hevel     |
| 1929 januari  | Karl Göbel Emil Richli              | Paul Buschenhagen Theo Frankenstein | Gottfried Hürtgen Viktor Rausch |
| 1930- 1996    | ej avhållet                         |                                     |                                 |
| 1997 december | Kurt Betschart Bruno Risi           | Silvio Martinello Marco Villa       | Jimmi Madsen Jens Veggerby      |
| 1998 december | Andreas Kappes Etienne De Wilde     | Tayeb Braikia Jimmi Madsen          | Jens Lehmann Scott McGrory      |